# Klaus Terfloth
Klaus Terfloth (n. 20 mai 1929, Düsseldorf, Germania – d. 24 noiembrie 2010, Bonn, Germania) a fost un diplomat german. 

## Biografie
Terfloth a studiat dreptul din 1948 până în 1952. În anul 1953 a fost angajat la Ministerul Afacerilor Externe al Republicii Federale Germania (Germania de Vest). A fost ambasador în Myanmar (1973-1975) și purtătorul de cuvânt al ministrului Hans-Dietrich Genscher (1975-1977). Ulterior a fost ambasador în Tunisia (1977-1980), Pakistan (1980-1984) și Finlanda (1984-1988).
Din 9 ianuarie 1989 până în 1992 a fost ambasadorul Republicii Federale Germania în România. In acel timp a participat la negocierile privind „Tratatul între România și Republica Federală Germania privind cooperarea prietenească și parteneriatul în Europa”. După ce s-a pensionat, a înființat „Fundația patrimoniul cultural german în România” ce s-a implicat în restaurarea casei Schuller din Mediaș, restaurarea Coloanei Ciumei din Timișoara, măsuri de salvare în Viscri, Homorod și Hosman și restaurarea Muzeului Adam Müller-Guttenbrunn din Zăbrani.